# Peuceptyelus burmanicus
Peuceptyelus burmanicus är en insektsart som först beskrevs av William Lucas Distant 1908.  Peuceptyelus burmanicus ingår i släktet Peuceptyelus och familjen spottstritar. Inga underarter finns listade i Catalogue of Life.